# Championnats de Hongrie d'escrime 1927
Navigation
Édition précédente Édition suivante
Les championnats de Hongrie d'escrime 1927 ont lieu les 9 et 10 avril 1927 pour le fleuret et les 7 et 8 mai 1927 pour le sabre à Budapest. Ce sont les vingt-troisièmes championnats d'escrime en Hongrie. Ils sont organisés par la MVSz.
Les championnats comportent deux épreuves, le fleuret masculin et le sabre masculin.

## Classements
| Épreuves          | Or                     | Argent                      | Bronze                      |
| ----------------- | ---------------------- | --------------------------- | --------------------------- |
| Fleuret           |                        |                             |                             |
| Hommes individuel | József Rády MAC        | György Rozgonyi Vénfiúk VC  | Gusztáv Kalniczky Tiszti VC |
| Sabre             |                        |                             |                             |
| Hommes individuel | Ödön Tersztyánszky MAC | Jenő Uhlyarik Wesselényi VC | János Garay Tisza István VC |